# Тобольский округ (Уральская область)
Тобо́льский о́круг — административно-территориальная единица Уральской области РСФСР в 1923—1932 годах. Административный центр — город Тобольск.

## История
Образован постановлениями ВЦИК от 3 и 12 ноября 1923 года из территории Тобольского уезда (без Малиновской и части Истяцкой волости), Берёзовского уезда (без части Сартыньинской волости), Сургутского уезда и части Верхнепелымской волости Туринского уезда Тюменской губернии.
В состав округа вошли следующие районы: Александровский, Берёзовский, Демьянский, Дубровный, Кондинский, Обдорский, Самаровский, Сургутский, Тобольский, Черноковский.
7 апреля 1924 года образован Загваздинский район. 14 января 1925 года образован Булашёвский район, Демьянский район переименован в Уватский. 25 мая 1925 года Александровский район передан в Томский округ Сибирского края. Загваздинский район упразднён, 3 сельсовета этого района переданы в Усть-Ишимский район Тарского округа, 3 сельсовета вошли в состав Дубровного района. 15 сентября 1926 года Булашевский район переименован в Байкаловский, Дубровный — в Дубровинский. В 1926-1927 годах на территории Тобольского округа были созданы туземные районы (райтузисполкомы) и низовые Советы (родовые, юртовые, ватажные). На 10 октября 1928 года в округе было образовано 11 районных и 45 низовых туземных советов.
В 1930 году часть округа отошла к вновь созданному Остяко-Вогульскому национальному округу.
Постановлением ВЦИК от 7 января 1932 года Тобольский округ упразднён, на его территории, не вошедшей в состав Остяко-Вогульского национального округа, образованы Вагайский, Тобольский и Уватский районы.
По переписи 1926 года на территории округа проживало 192,1 тыс. чел., в том числе: русские — 67,7 %; татары — 13,5 %; ханты — 7,1 %; ненцы — 4,6 %; коми — 2,8 %; манси — 2,7 %.